# I Live for the Sun
I Live for the Sun är en låt med The Sunrays, släppt som singel år 1965. Den skrevs av trummisen och sångaren Richard Henn och låten producerades av Murry Wilson och finns med på albumet Andrea från 1966. På Billboard Hot 100 i USA tog sig singeln som bäst upp till plats 51, på Kent Music Report i Australien till plats 20 och singeln tog sig även upp på topp 20 i Storbritannien. Låten blev populär i och med att The Sunrays uppträdde med den i såpoperan Never Too Young.